# برج أكوا
برج أكوا هي ناطحة سحاب في شيكاغو،إلينوي. يبلغ أرتفاع البرج 261 متر ويتكون من 82 طابق.